# Rijswijkconcessie

Kaart van de Rijswijkconcessie met aardolievelden in groen en aardgasvelden in rood

De Rijswijkconcessie is de oudste concessie voor de winning van aardolie en aardgas van de Nederlandse Aardolie Maatschappij in West-Nederland. Zij bevat de grootste voorkomens van aardolie in West-Nederland, en is genoemd naar het aardolieveld Rijswijk waar in 1953 de eerste winbare hoeveelheid aardolie in West-Nederland werd aangetroffen. De concessie omvat het grootste deel van de provincie Zuid-Holland. De oliewinning in de Rijswijkconcessie werd gestaakt in 2013, de laatste werkende jaknikker in Nederland (jaknikker BRK-10) is overgebracht naar het Nederlands Openluchtmuseum. 